# Rudolph Brandes

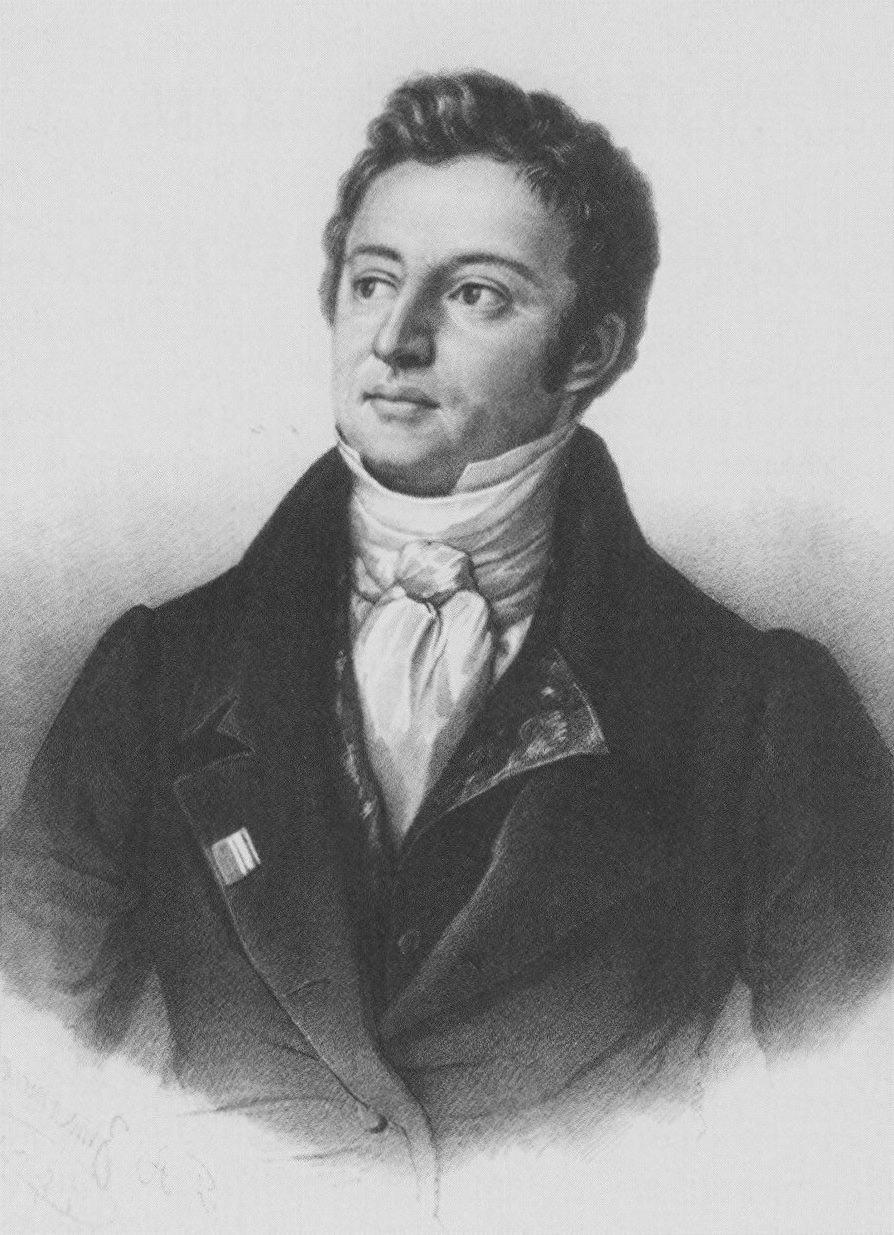
Rudolph Brandes; Porträt von F. A. Zimmermann (1838)

Simon Rudolph Brandes (* 19. Oktober 1795 in Salzuflen; † 3. Dezember 1842 ebenda) war ein deutscher Apotheker und Naturwissenschaftler.
In Salzuflen führte er eine Apotheke und gründete hier den Apothekerverein im nördlichen Teutschland, Vorläufer des heutigen Deutschen Apothekerverbandes. Er stand mit Justus von Liebig und Johann Wolfgang von Goethe in brieflicher Verbindung.

## Leben

### Elternhaus
Rudolph Brandes wurde als zweiter Sohn des aus Braunschweig zugezogenen Apothekers Johann Gottlieb Brandes (1751–1816) und der Pastorentochter Friederike Brandes (1769–1815), geb. Nolte, geboren. Er hatte sieben Geschwister, drei davon starben bereits im Kleinkindalter. Sein Bruder Carl Brandes war Rektor des Gymnasiums in Lemgo.
Am 26. Juni 1792 hatte der lippische Regent Ludwig Henrich Adolph dem Apotheker Johann Gottlieb Brandes die Erlaubnis gegeben, die Apotheke in Salzuflen zu übernehmen und exklusiv zu betreiben. Diese Erlaubnis glich einer Monopolisierung des Apothekenwesens in Salzuflen. Als Johann Gottlieb Brandes 1816 starb, war sein Sohn Rudolph noch nicht fertig ausgebildet, um die Apotheke zu übernehmen, daher wurden als Verwalter der Provisor Rocca, Johann Friedrich Ehlers und Hermann Siekmann eingesetzt. 1818 übernahm Rudolph Brandes die Apotheke selbst.

### Ausbildung und Studien

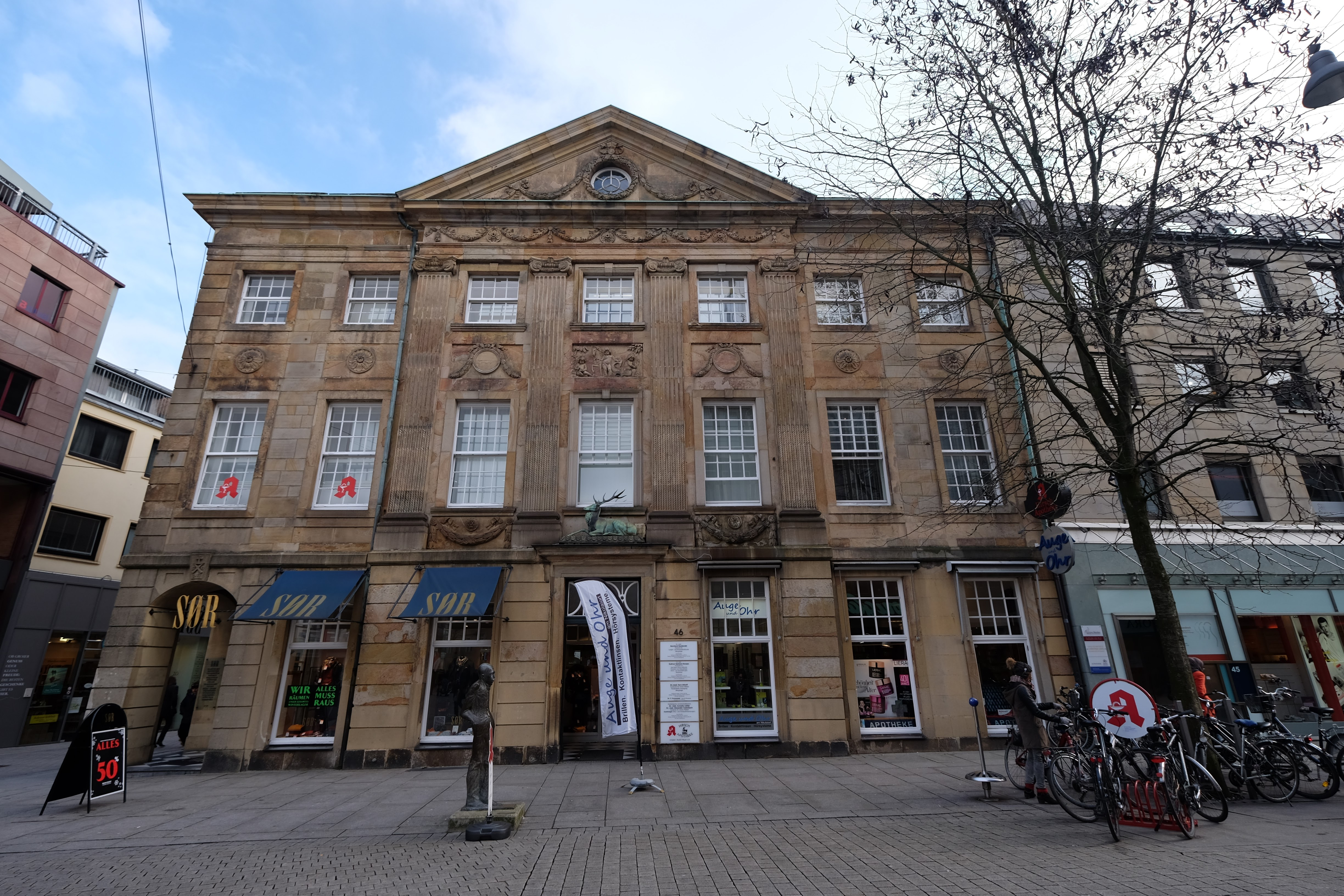
Die Hirsch-Apotheke am Nicolaiort in Osnabrück

Zunächst besuchte er die Rektoratsschule. Da er hier jedoch nur Lesen und Schreiben lernte, bekam er Privatunterricht bei dem Prediger Philipp Heinrich Becker. Danach wechselte er 1807 auf das Lemgoer Gymnasium. Mit zwölf Jahren zog er nach Osnabrück zu einem Apothekerfreund seines Vaters und besuchte dort drei Jahre bis zu seiner Konfirmation das Ratsgymnasium. Rudolph Brandes zeigte früh Interesse an den Wissenschaften und wollte Archäologie, Malerkunst oder Theologie studieren. Von 1809 bis 1813 wurde Brandes als Lehrling in der Hirsch-Apotheke in Osnabrück ausgebildet. Er erkrankte jedoch an einem Nervenleiden und zog zurück zu seiner Familie in Salzuflen, um gepflegt zu werden. Nachdem er wieder kuriert war und seine Ausbildung abgeschlossen hatte, arbeitete er noch ein Jahr als Gehilfe in der Hirsch-Apotheke.
Im Herbst 1815 begann er an der Universität Halle zu studieren und hörte hier Vorlesungen in Pharmazie, Chemie, Botanik, Mineralogie, Logik und Mathematik. 1816 wechselte er an die Universität Erfurt, wo er als Assistent des Pharmazeuten und Chemikers Christian Friedrich Bucholz (1770–1818) arbeitete. Er zeigte großes Interesse an literarischen, theologischen und historischen Themen. Er setzte sich zum Beispiel mit der Erforschung des Ortes der Varusschlacht auseinander. Nach anderthalb Jahren Studium machte er sein Examen. Daraufhin bekam er eine Apothekergehilfenstelle in Erfurt angeboten, lehnte diese jedoch ab, da sein Vater erkrankte und verstarb.
1817 nahm er sein Studium an der Erfurter Universität wieder auf und wurde im gleichen Jahr im Alter von 22 Jahren an der Universität Jena zum Doktor der Philosophie promoviert. Von 1818 bis zu seinem Tode legte er über 300 wissenschaftliche Arbeiten vor, die ihm in der Fachwelt große Anerkennung verschafften (vergleiche Zimmermann, S. 194–224). Im Herbst 1818 kehrte er nach Salzuflen zurück und übernahm nach Ablegung des lippischen Apothekerexamens 1819 die väterliche Apotheke.

### Berufliche Tätigkeit

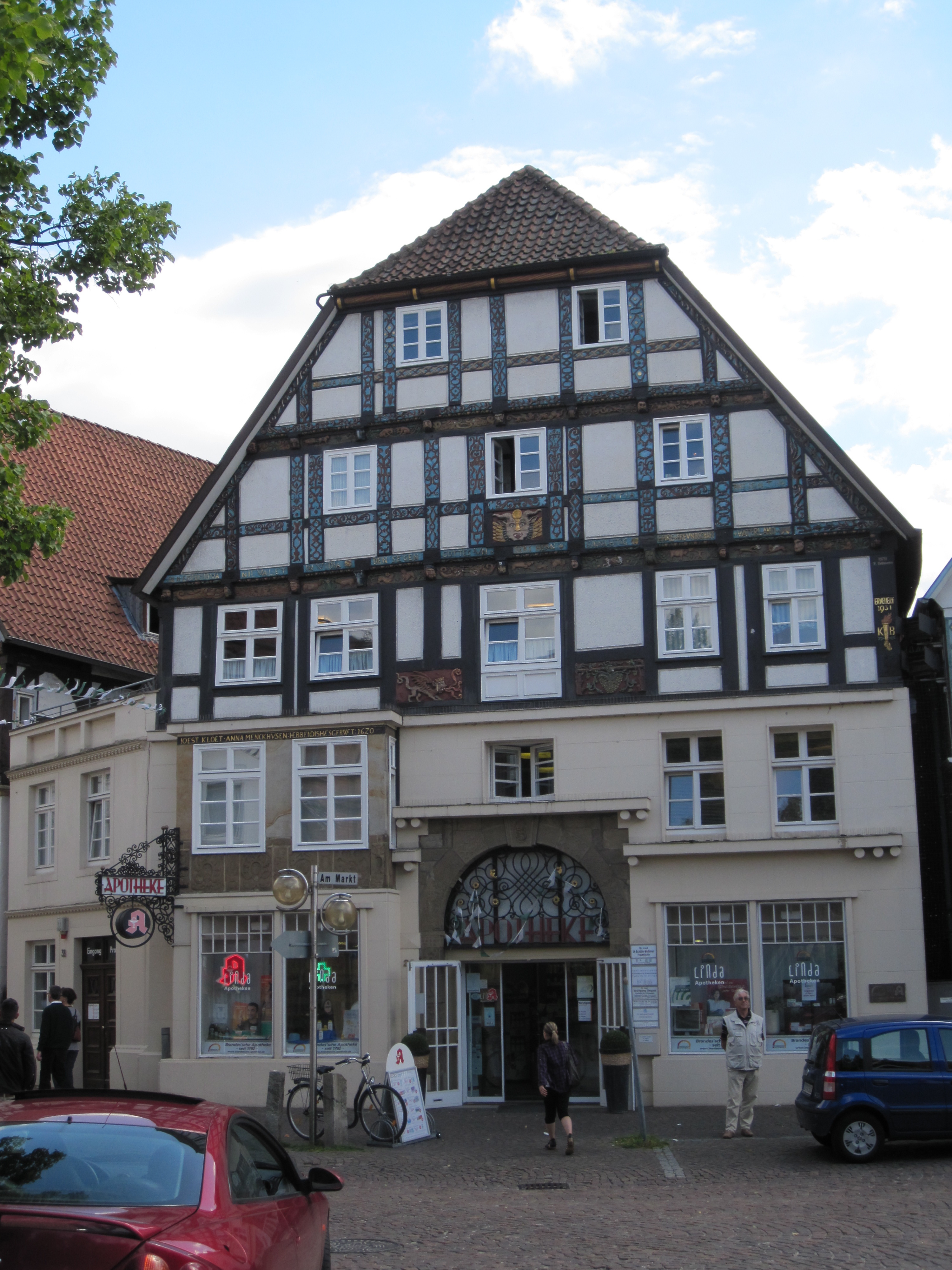
Brandes’sche Apotheke in Bad Salzuflen

Im Jahre 1820 wurde der Apothekerverein in Westphalen gegründet, der sich bald Apotheker-Verein im nördlichen Teutschland nannte und noch heute als Deutscher Apothekerverband fortbesteht. Seit 1820 hatten sich die vier Apotheker Rudolph Brandes aus Salzuflen, Peter du Mênil aus Wunstorf, Ernst Witting aus Höxter und der Mediziner Friedrich Wilhelm Beissenhirtz (1779–1831) in Minden zum Apothekerverein in Westfalen zusammengeschlossen, der schon 1821 über 100 Mitglieder aufnahm und auf der Salzufler Versammlung am 24. und 25. März 1821 als Apotheker-Verein im nördlichen Teutschland unter dem Protektorat des preußischen Ministers für Kultur und Wissenschaft Karl vom Stein zum Altenstein neu begründet wurde. Rudolph Brandes war Oberdirektor dieses Vereins, 1822 wurde er Mitbegründer der Vereinszeitung Archiv der Pharmazie, welche bis heute besteht.
Ab 1826 gab Brandes das Repertorium der Chemie, ein alphabetisches Nachschlagewerk, heraus. Von diesem sind allerdings nur vier Bände erschienen.
Johann Wolfgang von Goethe empfing Rudolph Brandes 1828 in seinem Privathaus in Weimar zu einem längeren Gespräch.
Brandes wurde 1830 Sekretär der Salzufler Gesellschaft der Freunde zum grünen Buche, die sich die „Förderung des Bestens der Comune“ zum Ziel gesetzt hatte. 1833 bekleidete er dann sein erstes öffentliches Amt. Er wurde Mitglied der Armencommission und übernahm wenig später die Oberaufsicht über die Feuerlöschungsgerätschaften.
Darüber hinaus wirkte er kurzzeitig zusammen mit Justus von Liebig und Philipp Lorenz Geiger als Herausgeber der Annalen der Pharmacie, er betreute von 1832 bis 1834 seine Beilage Archiv des Apothekervereins im nördlichen Teutschland.
1835 wurde er Mitbegründer des gemäßigt fortschrittlichen Wochenblatts Lippisches Magazin für vaterländische Cultur und Gemeinwohl und des Naturwissenschaftlichen Vereins für das Land Lippe. Neben seinen bisherigen kommunalen Aufgaben wurde er Vorsitzender der Salzufler Schulkommission und organisierte als solcher mehrere Schulfeste. 1841 schlug er die Errichtung eines „wohlgeordneten Progymnasiums“ für Salzuflen vor.
Er engagierte sich 1838 auch für den Bau des Hermannsdenkmals, das allerdings erst 1875, lange nach seinem Tod, fertiggestellt wurde.
Seine umfangreiche Bibliothek umfasste mehrere Tausend Bände und befindet sich jetzt im Stadtarchiv Bad Salzuflen.

### Privatleben

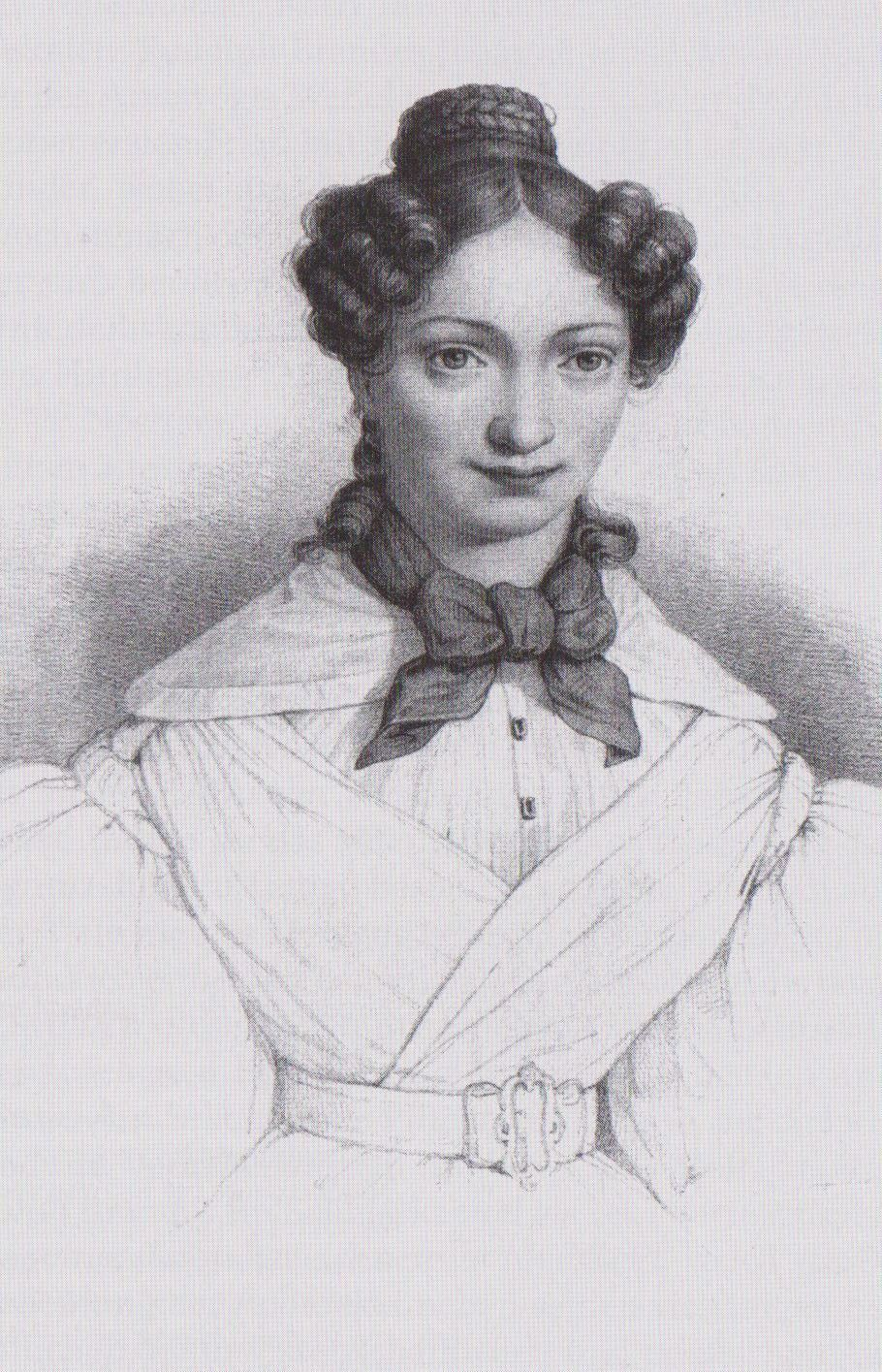
Henriette Louise; Porträt von Eduard Gerhardt, um 1825

1824 heiratete er Henriette Luise Weßel (1806–1834). Aus der Ehe gingen vier Kinder hervor.
Nach dem Tod seiner Frau 1834 heiratete er 1836 ein zweites Mal. Aus der Ehe mit Johanna Louise Weßel (1812–1891), einer Cousine seiner ersten Frau, gingen drei weitere Kinder hervor.
Am 3. Dezember 1842 starb Rudolph Brandes nach kurzer, schwerer Krankheit in Salzuflen. Weil bei seinem Tod sein Sohn Robert erst vierzehn Jahre alt war, wurden wieder Verwalter für die Apotheke engagiert, und zwar Gustav Wilhelm Grüne (1845) und Emil Volland (1846). Ab 1855 übernahm Robert Brandes selbst die Leitung der Apotheke. Roberts Sohn Carl übernahm die Apotheke 1898, dessen Sohn Karl führte die Apotheke von 1930 bis 1959. Zwischen 1959 und 1973 leitete die Apothekerin Elisabeth Meyer die Brandes’sche Apotheke kommissarisch. Ihr folgte Brigitte Scala-Brandes, eine Tochter von Karl Brandes. Von 1979 bis 2014 führte ihr Bruder Karl Brandes die Apotheke, ab 2015 der Apotheker Hans-Martin Zillmann.

## Ehrungen und Auszeichnungen
- 17. November 1817 Diplom von der Societät für die gesammte Mineralogie zu Jena, zum auswärtigen ordentlichen Mitgliede
- 1820 Wahl zum Mitglied der Gelehrtenakademie Leopoldina
- 1822 Fürstlich Waldeckischer Hofrath
- 1822 Ehrenmitglied der Naturforschenden Gesellschaft zu Emden
- 7. März 1825 Großherzoglich Sachsen-Weimarische Goldene Verdienstmedaille am Bande des Weißen Falken-Ordens (auf Initiative Johann Wolfgang von Goethes)
- 1827 Ehrendoktorwürde der Medizinischen Fakultät der Universität Marburg
- 1832 Fürstlich Lippischer Medicinalrath
- 1840 Preußischer Roter Adlerorden 3. Klasse
- 1848 Errichtung eines Denkmals (Rudolph-Brandes-Obelisk)
- Ein brasilianisches Fuchsschwanzgewächs wird nach ihm Brandesia benannt.
- 2000 Umbenennung des Gymnasiums im Schulzentrum Lohfeld in Rudolph-Brandes-Gymnasium
- Die Hauptdurchgangsstraße in Bad Salzuflen heißt teilweise Rudolph-Brandes-Allee.

## Schriften
- Katechismus der Apothekerkunst oder Grundzüge des pharmaceutischen Wissens in Fragen und Antworten, für Lehrer und Lernende : besonders aber zum Leitfaden junger Pharmaceuten bestimmt und in systematischer Ordnung abgefaßt. mit Christian Friedrich Buchholz. Maring, Erfurt 1820. Digitalisierte Ausgabe der Universitäts- und Landesbibliothek Düsseldorf
  - Digitalisierte Ausgabe Band 1
  - Digitalisierte Ausgabe Band 2
- zusammen mit Ludwig Philipp Aschoff, Friedrich-Wilhelm Beissenhirtz, Peter Du Mênil, Ernst Witting: Grundsätze des Apotheker-Vereins im nördlichen Teutschland. Lemgo 1826 (LLB Detmold)
- Die Mineralquellen und Schwefelschlammbäder zu Meinberg nebst Beiträgen zur Kenntniss der Vegetation und der klimatischen und mineralogisch-geognostischen Beschaffenheit des Fürstenthums Lippe-Detmold. Lemgo 1832 (LLB Detmold)